# Halina Pelc
Halina Irena Pelc, publikująca jako Halina Pelcowa (ur. 13 kwietnia 1950 w Szczebrzeszynie) – polska dialektolog, językoznawczyni, profesor UMCS w Lublinie, specjalność – językoznawstwo, jednostka – Instytut Filologii Polskiej. W latach 2005–2012 prodziekan ds. studenckich Wydziału Humanistycznego UMCS.

## Życiorys
Absolwentka Liceum Pedagogicznego w Szczebrzeszynie. W 1974 r., ukończyła filologię polską na Uniwersytecie Marii Curie-Skłodowskiej w Lublinie, z tytułem magistra. W 1982 r., pod kierunkiem prof. dr hab. Teresy Skubalanki, uzyskała stopień doktora nauk humanistycznych. Swoją dysertację habilitacyjną obroniła w roku 1995, a w 2002 roku otrzymała tytuł profesora nauk humanistycznych.
Jej zainteresowania badawcze obejmują dialektologię, socjolingwistykę, polszczyznę regionalną, historię języka, etnolingwistykę i polszczyznę potoczną. Od 2000 r. do 2004 r., była wicedyrektorem Instytutu Filologii Polskiej Uniwersytetu Marii Curie-Skłodowskiej w Lublinie. W latach 2010-2017, sprawowała funkcję kierownika Zakładu Historii Języka Polskiego i Dialektologii UMCS. Zajmowała także stanowisko koordynatora zaocznych studiów filologii polskiej, w punkcie zamiejscowym UMCS w Chełmie.
Jest członkiem Komisji Socjolingwistyki przy Międzynarodowym Kongresie Slawistów, Komitetu Językoznawstwa PAN oraz Sekcji Dialektologicznej i Sekcji Etnolingwistycznej przy KJ PAN, Komisji Polsko-Ukraińskich Związków Kulturowych Oddziału PAN, a także towarzystw naukowych i towarzystw regionalnych. Do 2023 była członkiem Rady Naukowej Instytutu Języka Polskiego PAN. 
Żona Kazimierza (inżyniera), z którym ma syna, Arkadiusza.

## Odznaczenia
- Złoty Krzyż Zasługi (2012)
- Srebrny Krzyż Zasługi (2000)
- Medal Złoty za Długoletnią Służbę (2010)
- Nagroda indywidualna Ministra Edukacji Narodowej i Sportu (2002)
- Medal Towarzystwa Przyjaciół Ziemi Włodawskiej (2018)
- Medal 700-lecia Miasta Lublin (2017)

## Ważniejsze publikacje
- Interferencje leksykalne w gwarach Lubelszczyzny, Lublin 2001.
- Słownik gwar Lubelszczyzny. Tom I. Rolnictwo – Narzędzia rolnicze. Prace polowe. Zbiór i obróbka zbóż, Lublin 2012.
- Słownik gwar Lubelszczyzny. Tom II. Rolnictwo – Transport wiejski. Rośliny okopowe i paszowe. Gleby i rodzaje pól. Uprawa lnu i konopi. Zbiór siana, Lublin 2014.
- Słownik gwar Lubelszczyzny. Tom III. Świat zwierząt, Lublin 2015.
- Słownik gwar Lubelszczyzny. Tom V. Świat roślin, Lublin 2017.
- Słownik gwar Lubelszczyzny. Tom VI. Pokarmy, Lublin 2019.
- Słownik gwar Lubelszczyzny. Tom VII. Odzież i obuwie. Przędzenie lnu i tkanie płótna, Lublin 2020.
- Słownik gwar Lubelszczyzny. Tom VIII. Człowiek i rodzina. Higiena i choroby. Meble, sprzęty i prace domowe, Lublin 2020.
- Słownik gwar Lubelszczyzny. Tom IX. Przestrzeń wsi. Ukształtowanie powierzchni. Życie społeczne i zawodowe, Lublin 2021.
- Słownik gwar Lubelszczyzny. Tom X. Obrzędowość i obyczajowość ludowa, Lublin 2022.
- Słownik gwar Lubelszczyzny. Tom XI. Meteorologia i astronomia. Czas. Kolory, Lublin 2022.
- Słownik gwar Lubelszczyzny. Tom XII. Czynności – Miary – Uczucia – Cechy i właściwości – Inne. Teksty gwarowe. Indeks haseł, Wydawnictwo UMCS, Lublin 2023.
- Dziedzictwo leksykalne wyznacznikiem tożsamości regionu lubelskiego, Wydawnictwo UMCS, Lublin 2023.